# Procytherideis complicata
Procytherideis complicata is een mosselkreeftjessoort uit de familie van de Neocytherideididae. De wetenschappelijke naam van de soort is voor het eerst geldig gepubliceerd in 1953 door Ruggieri.